# Lục bát
El Lục bát es una forma tradicional de versificación en vietnamita que está profundamente anclada en el alma de la cultura de este país. "Lục bát" es una forma sino-vietnamita que significa "seis-ocho", en referencia a la alternancia de versos de seis y ocho sílabas. Comienza siempre con un verso hexasílabo y termina siempre con uno octosílabo. i
A diferencia de otras formas de versificación, que son exclusivas de la clase alta vietnamita, este tipo está compuesto por gentes de toda condición. SE puede considerar como un estilo vivo del pueblo vietnamita. El rico acervo de poesía popular vietnamita (ca dao) que consta de cientos de miles de versos que reflejan la vida, está compuesto bajo esta forma. Los 3774 versos del "Quốc Sử Diễn Ca" (Epopeya nacional) compuestos por el poeta vietnamita Lê Ngô Cát bajo el reinado deTự Đức aestan completamente comlpuestos en lục bát. El Poeta Nguyễn Du de la dinastía Lê también compuso los 3254 versos en lục bát de su obra épica "Truyện Kiều" (Historia de Kiều).